# Sabinada

Mapa de las principales revueltas ocurridas en Brasil antes de 1840.

La Sabinada fue una revuelta autonomista sucedida en la entonces provincia de Bahía entre el 6 de noviembre de 1837 y el 16 de marzo de 1838 durante el Imperio del Brasil. 

## Antecedentes

Bandera de los rebeldes republicanos.

La provincia de Bahía tenía una historia de rebeliones autonomistas, la Conjura bahiana (1798), el asedio de Salvador (1822-1823), la Federación de Guanais (1832) y la Revuelta de los Malê (1835). Por ello la ciudad de Salvador de apenas 65.000 habitantes tenía una guarnición de mil hombres.
Durante el período de la Regencia (1831-1840) se dieron varios conflictos entre los proyectos monárquico centralista y republicano federalista. La guerra de los Farrapos en Río Grande del Sur, la Balaiada en Maranhão y la sublevación liberal en Minas Gerais son ejemplos de aquello. El ambiente conflictivo se daba sobre todo entre las clases medias urbanas, comerciantes, profesionales y militares de origen afrodescendiente contra el fuerte control de los portugueses sobre el comercio y porque ocupaban muchos puestos de importancia de la administración, la política y las fuerzas armadas y la nula posibilidad que tenían los pardos de participar de dichos asuntos.
Estos ánimos eran tan altos en la capital bahiana con la renuncia del regente Diogo Feijó Antonio (1837) por reconocerse incapaz de controlar las revueltas y la interpretación de la Acta adicional cuya discusión duró entre 1837 y 1840.

## La sabinada

### Estalla la rebelión
En dicho período existía un alto nivel de "anti-lusitanismo" entre la población que respaldaba además la indisciplina entre los militares. La revuelta llamada Sabinada se apoderó de la reacción popular contra él reclutamiento masivo impuesto por el gobierno imperial y estuvo dirigida por el médico y períodista afrobrasileño Francisco Sabino Vieira, en cuyo homenaje fue nombrada la rebelión. La chispa fue encendida por la fuga de Bento Gonçalves da Silva de la prisión de Forte do Mar, actual fuerte San Marcelo.

### Conflicto
Durante la noche del 6 al 7 de noviembre Sabino y sus seguidores proclamaron la República de Bahía, aunque esto era provisorio ya que se juró lealtad a Pedro de Alcántara esperando para cuando este cumpliera la mayoría de edad. También destituyeron al gobierno provincial.
El III Cuerpo de Artillería, cuyos oficiales descontentos eran en su mayoría pardos, establecido en el Forte do Mar se alzó también y se apoderó de la fortaleza. Durante la noche el gobierno provincial trató de someter la revuelta, mandó cientos de tropas, todas formadas por negros y mulatos, hasta la plaza de la Merced en Salvador pero estas desertaron y pasaron a engrosar las filas rebeldes las que alcanzaron las 3.520 o 5.000 unidades.
En vista de los acontecimientos el presidente de la provincia, Francisco de Souza Paraíso, y el comandante de las tropas, teniente coronel Luís de França Pinto Garcez, escaparon en un bergantín acorazado anclado en la bahía de Todos los Santos. Aislado, el jefe de la policía, Francisco Gonçalves Martins tomó una barca y se trasladó a Recôncavo buscando la protección del coronel Alexandre Gomes de Argolo Ferrão, señor de Engenho Cajaíba y primer barón de Cajaíba. Al poco tiempo la mayoría de los blancos también abandonaron la ciudad ya que muchos negros y mulatos saquearon las casa de los criollos y lusitanos más ricos.
El ayuntamiento municipal fue ocupado por los rebeldes liderados por Sabino, el político João Carneiro da Silva Rego y los militares José Duarte da Silva y Luiz Antônio Barbosa de Almeida. Se nombró presidente de la naciente república a Inocencio da Rocha Galvao, entonces exiliado en EE. UU., y como vicepresidente a Joao Carneiro Rego. Sabino se nombró a sí mismo secretario de Gobierno, Daniel Gomes de Freitas fue nombrado ministro de Guerra y Manoel de Freitas Pedro Guimarães de la Armada. 
Tras apoderarse de algunos cuarteles los rebeldes se hicieron dueños absolutos de Salvador pero no encontraron apoyo de la población de las zonas cercanas por lo que su revuelta estuvo siempre encerrada en la ciudad.

### Derrota y represión
Al no contar con el apoyo de la clase dominante y de la masa popular local la represión del gobierno imperial fue bastante fácil. La ciudad fue rápidamente bloqueada por la armada al mando del mariscal de campo Alexandre Gomes de Argolo Ferrão y el brigadier Juan Crisóstomo Calado y el 13 de marzo de 1838 4.000 a 5.000 efectivos imperiales entraron en ella. Durante los combates murieron más de mil rebeldes, incluyendo muchos prisioneros ejecutados sumariamente, y apenas 40 soldados del gobierno. Otros 2.000 rebeldes resultaron heridos. Cerca de 1.200 a 1.600 vidas se perdieron durante la rebelión. Otras 3.000 fueron encarceladas, de las que la mitad fue deportada al sur o reclutada en el ejército. Después de su capitulación tres de los líderes rebeldes fueron ejecutados y los otros tres fueron juzgados por un tribunal compuesto por grandes terratenientes que les impusieron castigos tan fuertes que pasó a ser llamado como el Tribunal de la Sangre (portugués: Júri de Sangue). Sabino Vieira terminó sus días en una plantación jacobina en Mato Grosso, otros como Gomes de Freitas, Francisco José da Rocha, João Rios Ferreira y Manoel Gomes Pereira consiguieron escapar y unirse a los Farrapos.